# Сер Роберт де Ештон

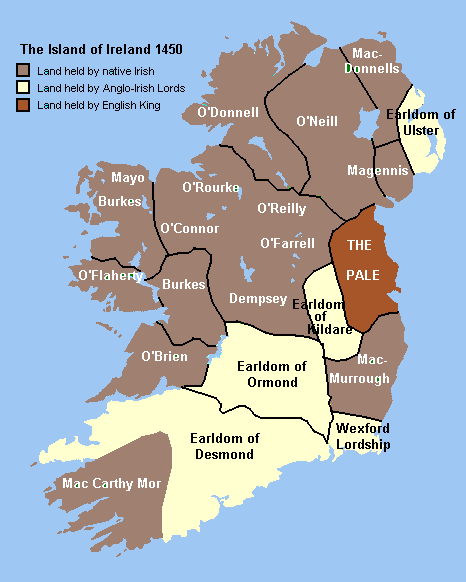
Ірландія в середні віки. Показані англійські володіння, володіння графів Ормонд та Фіцджеральд, володіння незалежних ірландських кланів та королівств.

Герб Ештонів.

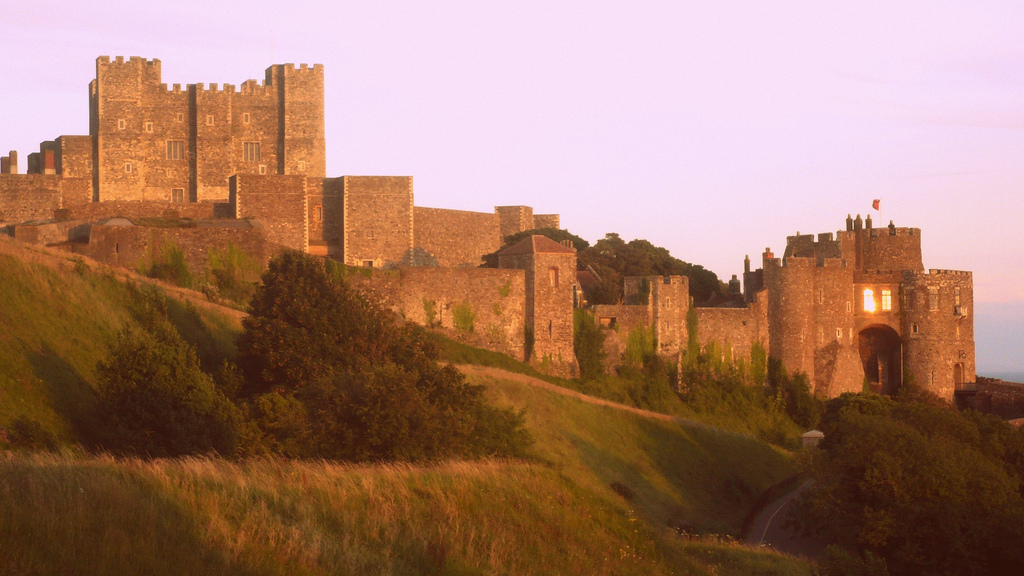
Дуврський замок, де помер сер Роберт де Ештон.

Сер Роберт де Ештон (англ. — Sir Robert de Ashton, Robert Assheton, Robert de Assheton) (помер у 1385 р.) — відомий політик, суддя, юрист, державний та релігійний діяч, військовий в Англії та Ірландії, цивільний та військовий і морський офіцер короля Англії та Ірландії Едуарда III, лорд-канцлер Ірландії. Прославився в усіх галузях своєї діяльності.

## Життєпис

### Походження та родина
Роберт Ештон походив із великої північної аристократичної родини Ештонов з Ештон-андер-Лайн, графство Ланкашир, Англія.
Роберт Ештон також був двічі одружений. Від першої дружини Елізабет де Горж, спадкоємиці Тотхіля, він залишив сина Томаса та доньку Елеонору. Його другою дружиною була вдова лорда Метью де Гомі, що після смерті Роберта Ештона вийшла заміж за лицаря сера Джона Тіптофта. Померла в 1417 році.

### Кар'єра
Сер Роберт де Ештон вперше згадується в історичних джерелах в 1324 році як депутат парламенту Вестмінстера. Згодом він обіймав посади, які мали велике значення в середньовічній Англії та довіру короля. У 1359 році він був губернатором «Гінесу», що поблизу Кале (Франція) — тоді володіння Англії. У 1362 році він отримав посаду лорд-скарбника Англії. У 1368 році він отримав посаду опікуна замку Сендгейт, що поблизу Кале з належними землями та прибутками. У 1369 році Роберт Ештон отримав звання адмірала Вузьких Морів (мається на увазі протоки між Англією та континентом). У 1372 році він отримав посаду юстиціарія Ірландії [1], до того, у 1364 році він володів посадою лорд-канцлера Ірландії, а в 1373 році він знову став лорд-скарбником Англії та королівським камергером. У 1375 році він став канцлером казначейства і обіймав цю посаду до смерті короля Англії та Ірландії Едуарда III у 1377 році, коли наступником сера Роберта де Ештона став Симон де Берлі. З 1376 по 1381 рік Роберт Ештон був коннетаблем замку Портчестер, який він посилив, побудувавши «вежу Ештона».
Новий король не відкинув старого слугу свого батька, і в 1380 році Роберт де Ештон був призначений констеблем Дувра і старостою П'яти портів. Робер де Ештон помер у Дуврському замку 9 січня 1385 року і був похований у тамтешній церкві, якій раніше подарував великий дзвін.